# Orootzuur
Orootzuur is een pyrimidine-derivaat en intermediair in de biosynthese van uridinemonofosfaat (UMP). De stof komt voor als een kleurloos en geurloos kristallijn poeder, dat onoplosbaar is in water. De zouten en esters van orootzuur worden orotaten genoemd.

## Geschiedenis
Orootzuur werd in 1904 voor het eerst geïsoleerd uit de wei van koemelk, door de Italiaanse onderzoekers Biscaro en Belloni. De zure verbinding werd orootzuur genoemd, naar het Griekse woord orós (wei), de vloeistof die overblijft bij de kaasbereiding. Vroeger werd aangenomen dat orootzuur een vitamine was, en werd het als vitamine B13 aangeduid. Orootzuur komt in melkproducten en gisten voor. Daarnaast is het een product van de darmflora.

## Biosynthese en metabolisme
Orootzuur is een intermediair in de biosynthese van het nucleotide uridinemonofosfaat. In vivo wordt de verbinding gevormd door oxidatie van dihydro-orootzuur, een biochemische reactie die wordt gekatalyseerd door dihydro-orootzuur-dehydrogenase:
In de volgende stap wordt een fosforibosylgroep door het enzym orotaat-fosforibosyltransferase aan orootzuur gekoppeld, waarbij orotidinemonofosfaat (OMP) ontstaat. De decarboxylering van deze verbinding leidt uiteindelijk tot uridinemonofosfaat. Deze verbinding is een belangrijke uitgangsstof voor de biosynthese van de pyrimidinebasen cytosine, thymidine en uracil.

## Biologische rol
Bij een verstoorde ureumcyclus leidt het zich opstapelende carbamoylfosfaat tot een verhoogde concentratie aan orootzuur. Ook ten gevolge van een erfelijke ziekte waarbij orotidine-5-fosfaat-pyrofosforylase niet correct werkt kan een verhoogde weefsel- en serumspiegel optreden. Een hiermee samenhangende verhoogde uitscheiding van orootzuur in de urine wordt als orotacidurie beschreven. Hoewel orootzuur ook door het lichaam zelf gesynthetiseerd kan worden dient het ook in het dieet aanwezig te zijn.
Orootzuur voorkomt dat de ATP-spiegel in het hart te laag wordt. Door het verhogen van de hoeveelheid pyrimidine-nucleotiden in de lever wordt een verhoogde productie van ATP in de hartspier aangestuurd.

## Toepassingen
De zouten van orootzuur worden soms gebruikt als tegenion voor het toedienen van minerale metaalionen. Het orotaation vergroot op die manier de biologische beschikbaarheid van de metaalionen in het lichaam. Lithiumorotaat wordt het meest op deze manier gebruikt.